# Martyrs du Laos
Les Martyrs du Laos forment un groupe de dix prêtres missionnaires français, un prêtre missionnaire italien, un prêtre, quatre catéchistes et un jeune laïc laotiens, ayant été tués in odium fidei au Laos entre 1954 et 1970, dans le contexte de la guérilla communiste ayant succédé à la Guerre d'Indochine. Ils sont vénérés comme bienheureux et martyrs par l'Église catholique depuis décembre 2016 à la date du 16 décembre.

## Contexte
Le pays traverse des années difficiles au lendemain de la Seconde Guerre mondiale, alors que la Guerre d'Indochine fait rage. Il gagne son indépendance de la France en 1953, mais il est déstabilisé par l'infiltration des milices communistes du Pathet Lao appuyé par la Chine populaire et le Vietnam du Nord.
Après le coup d'État de 1960, le Pathet Lao renforce son emprise dans le nord du pays. La propagande communiste se met en marche, et la liberté religieuse est entravée. Les missionnaires sont persécutés, interdits d'exercer leur ministère, pendant que les séminaires et les communautés chrétiennes doivent fonctionner dans la clandestinité. En 1975, l'Église catholique est mise 
hors la loi par les autorités communistes.

## Liste des martyrs

### Français

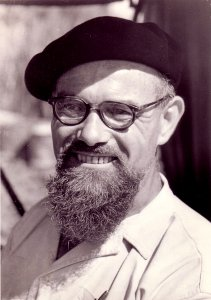
Vincent L'Hénoret.

- Jean-Baptiste Malo (1899-1954), prêtre des Missions étrangères de Paris (fête le 28 mars).
- René Dubroux (1914-1959), prêtre des Missions étrangères de Paris (fête le 19 décembre).
- Louis Leroy (1923-1961), prêtre des Oblats de Marie-Immaculée (fête le 18 avril).
- Michel Coquelet (1931-1961), prêtre des Oblats de Marie-Immaculée (fête le 20 avril).
- Vincent L'Hénoret (1921-1961), prêtre des Oblats de Marie-Immaculée (fête le 11 mai).
- Noël Tenaud (1904-1961), prêtre des Missions étrangères de Paris (fête le 27 avril).
- Marcel Denis (1919-1961), prêtre des Missions étrangères de Paris (fête le 31 juillet).
- Jean Wauthier (1926-1967), prêtre des Oblats de Marie-Immaculée (fête le 16 décembre).
- Lucien Galan (1921-1968), prêtre des Missions étrangères de Paris (fête le 12 mai).
- Joseph Boissel (1909-1969), prêtre des Oblats de Marie-Immaculée (fête le 5 juillet).

### Italien
- Mario Borzaga (1932-1960), prêtre des Oblats de Marie-Immaculée (fête le 25 avril).

### Laotiens
- Joseph Thao Tiên (1918-1954), prêtre du diocèse de Thanh Hoá (fête le 2 juin).
- Paul Thoj Xyooj (1941-1960), catéchiste (fête le 25 avril).
- Joseph Outhay Phongphumi (1933-1961), catéchiste (fête le 27 avril).
- Thomas Khampheuane Inthirath (1952-1968), jeune laïc (fête le 12 mai).
- Luc Sy Manokoune (1938-1970), époux et père de famille, catéchiste (fête le 7 mars).
- Maisam Pho Inpèng (1934-1970), époux et père de famille, catéchiste (fête le 7 mars).

## Vénération

### Béatification

#### Reconnaissance du martyre
La cause en béatification et canonisation des martyrs français et laotiens est ouverte dans le diocèse de Nantes en 2008, et transmise à Rome en 2010. La cause ayant été à l'étude auprès de la Congrégation pour les causes des saints, le pape François reconnait le 5 juin 2015 qu'ils sont morts in odium fidei, leur attribuant ainsi le titre de martyrs de la foi. 
La cause en béatification de Mario Borzaga et de son catéchiste Paul Thoj Xyooj est quant à elle confiée au diocèse de Trente en 2006, et transmise à Rome en 2008. Le pape François a reconnu leur martyre le 5 mai 2015. 
La cérémonie de béatification des martyrs du Laos a été célébrée le 11 décembre 2016 à Vientiane, lieu de mémoire et de sépulture de certains d'entre eux, par le cardinal Orlando Quevedo, délégué pontifical.